# Technische Graphie
Als technische Graphien (auch Grafien) bezeichnet man zusammenfassend eine Gruppe von Aufzeichnungstechnologien ab dem 15. Jahrhundert: Typografie, Fotografie, Phonographie und Kinematografie, die durch ihre „technische Reproduzierbarkeit“ (Walter Benjamin) gekennzeichnet sind.
Die Überschneidungszone zwischen den Medien des Gutenberg-Zeitalters und den Medien der Audiovision bildet der Film.